# Good Thinking Society
Good Thinking Society (GTS) je britská nezisková organizace propagující vědecký skepticismus a kritické myšlení.

## Aktivity
Organizaci založil Simon Singh v září 2012. Jejím cílem je zvyšovat povědomí o skeptických projektech a financovat je.
Během Světového týdne osvěty o homeopatii (World Homeopathy Awareness Week) v roce 2014 založila Good Thinking Society webové stránky homeopathyawarenessweek.org, jejichž cílem bylo poskytnout věcný vědecký pohled na homeopatii. V říjnu 2014 také uspořádala Měsíc osvěty o jasnovidectví (Psychic Awareness Month), jehož součástí bylo rozdávání letáků divákům před vystoupeními jasnovidců a médií ve Velké Británii. V dubnu 2015 organizace pohrozila právní žalobou proti liverpoolské Clinical Commissioning Group kvůli výdajům 30 000 liber ročně na homeopatii, přičemž Singh prohlásil: „Homeopatická léčba, pokud je hrazena z prostředků NHS (Národní zdravotní služby), je plýtváním zásadními zdroji.“ Následně Singh a ředitel projektu Michael Marshall vyzvali všechny zbývající organizace CCG financující homeopatii ve Velké Británii, aby následovaly příkladu Liverpoolu a přehodnotily svou politiku financování.
V červnu 2015 deník Daily Mirror informoval, že Marshall vyšetřoval kuriózní případ lékárny Freeman's, která dodávala NHS a prodávala mimo jiné „homeopatickou sovu“, zřejmě určenou pro lidi s problémy se spánkem nebo pro ty, kteří „vystihují vlastnosti sovy“. Marshall k tomu poznamenal: „Každý rok se (na homeopatické přípravky NHS) vydá asi 3-5 milionů liber a je to úplně k ničemu. Lidem se tvrdí, že to funguje, i když o tom nejsou žádné důkazy.“
V květnu 2015 získala GTS videozáznam z kongresu Spirit of Health, kde podle Marshalla zazněla tvrzení o zdraví, která „se zdála být nezákonná a mohla by způsobit vážné škody“: „Nebezpečné dezinformace na akci Spirit of Health jsou šokující, zejména pokud jde o závažné stavy, jako je rakovina.“

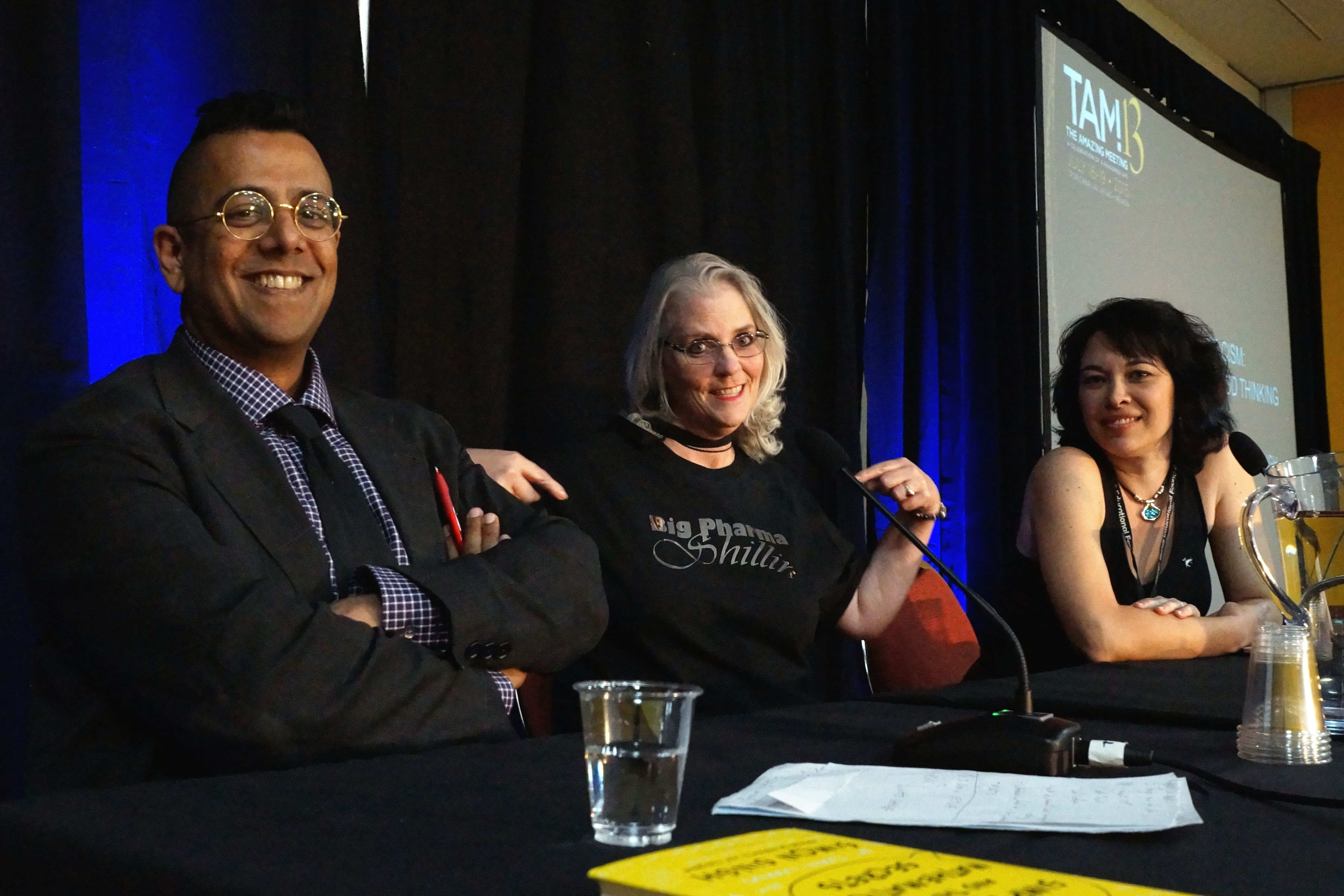
Simon Singh, Susan Gerbicová a Sharon Hill se účastní workshopu „Practical Skepticism: Promoting Everyday Good Thinking“ na konferenci TAM 13 v Las Vegas v Nevadě 16. července 2015.

V září 2015 Marshall ukázal, jak se americký televangelista (křesťanský činovník, ať už oficiální, nebo samozvaný, který věnuje velkou část své služby televiznímu vysílání) a samozvaný prorok a léčitel vírou Peter Popoff - dříve odhalený Jamesem Randim - snažil přesvědčit lidi, aby mu posílali peníze na základě slibů „pohádkového extrémního bohatství“ a „zázraků.“ Na londýnském shromáždění navíc GTS natočila, jak Popoff údajně „uzdravil“ ženu, „která tvrdila, že se jí tělo svírá bolestí“, ale která podle Marshalla a jeho kolegy mohla být nastrčena do publika jako součást Popoffova týmu: viděli, že na začátku akce rozdávala pera a dotazník a brzy po údajném zázraku tiše opustila místnost.
V listopadu 2015, po hrozbě právní žaloby ze strany Good Thinking Society, britská vláda uvedla, že ministerstvo zdravotnictví v roce 2016 uspořádá konzultaci ohledně toho, zda by homeopatická léčba měla být přidána na černou listinu léčby NHS (oficiálně příloha 1 předpisů National Health Service (General Medical Services Contracts) (Prescription of Drugs etc.) Regulations 2004), která specifikuje černou listinu léků, které se v rámci NHS nesmí předepisovat.
V listopadu 2017 podala Britská homeopatická asociace (BHA) žalobu na zrušení pokynů NHS England z roku 2017, které doporučují praktickým lékařům nepředepisovat homeopatické léky. V červnu 2018 BHA tento spor prohrála v rozhodnutí, které Edzard Ernst charakterizoval jako výsledek „čtyř let vynikající práce Good Thinking Society.“
V červnu 2019 podala Good Thinking Society žalobu na soudní přezkum, aby napadla dřívější rozhodnutí Úřadu pro profesní standardy o reakreditaci registru Společnosti homeopatů. V době podání žaloby několik (GTS tvrdí, že jich bylo více než 50) členů Společnosti homeopatů stále nabízelo terapii autismu metodou CEASE (Complete Elimination of Autistic Spectrum Expression je pseudovědecký postup používaný naturopaty, kteří tvrdí, že dokáže léčit nebo dokonce vyléčit lidi s autismem). V říjnu 2019 vydal Nejvyšší soud povolení k soudnímu přezkumu.
Good Thinking Society také podporuje matematické vzdělávání, a to prostřednictvím projektů jako „Kdo chce být matematikem?“, nebo „Paralelní projekt.“
V březnu 2020 SGood Thinking Society oznámila spolupráci s Richardem Wisemanem na založení ceny The Good Magic Award. Tato ceny oceňuje a odměňuje umělce, kteří používají kouzelnické triky ke zlepšení života lidí, jako jsou znevýhodněné skupiny, charitativní organizace, komunitní skupiny, pacienti v nemocnicích a další lidé, kteří se potýkají s fyzickými a psychickými problémy. Tato cena byla vyhlášena 17. března 2020 a poprvé byla udělena 5. května 2020.

## Ocenění
Společnost uděluje řadu cen, včetně ceny Golden Duck (Zlatá kachna), udělované za „celoživotní přínos šarlatánství“, kterou v roce 2012 získal Andrew Wakefield; společnost také v roce 2012 udělila společnou cenu Science Blog Prize (Cena za vědecký blog) Suzi Gageové a Davidu Colquhounovi; mezi porotci byli Ben Goldacre a vědecký spisovatel Mark Henderson, kteří vybírali z více než 100 příspěvků.

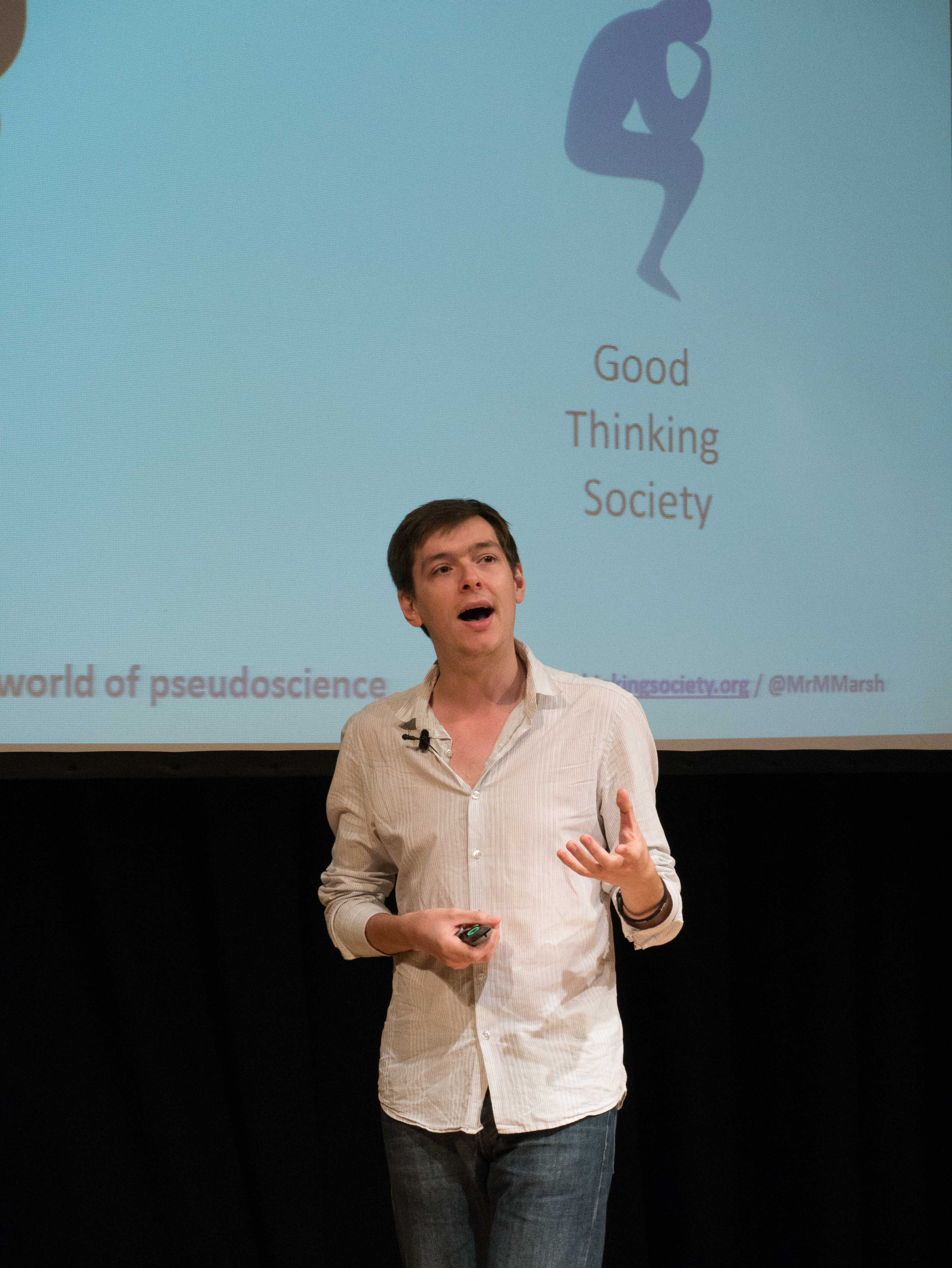
Mike Marshall (Marsh) hovoří na konferenci Winchester Skeptics in the Pub.

V roce 2016 společnost získala Ockham Award za nejlepší skeptickou akci/kampaň, kterou uděluje časopis The Skeptic.

## Organizace

### Představenstvo
- Předseda - Simon Singh
- Projektový ředitel - Michael Marshall[2]

### Poradní panel
- Robert Dougans
- Edzard Ernst
- Sid Rodrigues
- Caroline Wattová
- Richard Wiseman
- Chris French[2]